# Arnuero
Arnuero – gmina w Hiszpanii, w prowincji Kantabria, w Kantabrii, o powierzchni 24,66 km². W 2011 roku gmina liczyła 2115 mieszkańców.